# Lista de ases da aviação da Guerra Civil Espanhola

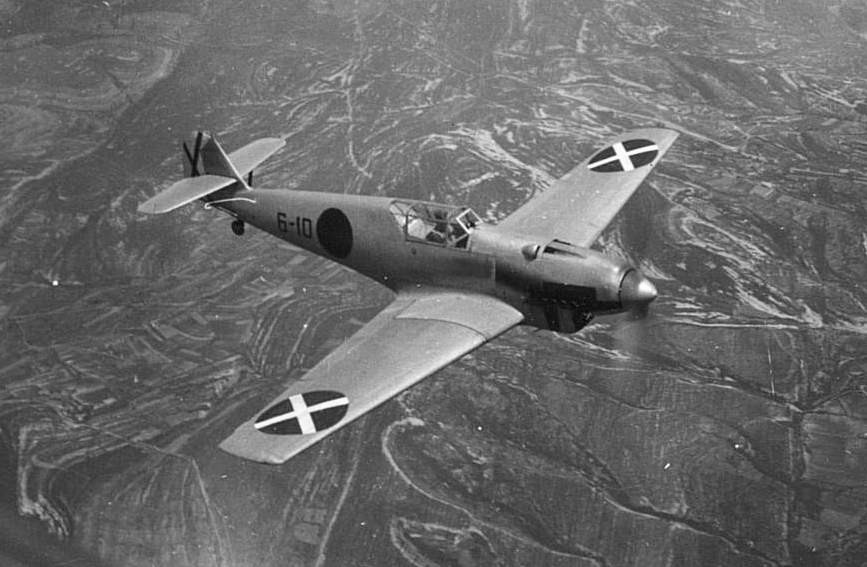
Um avião de caça Messerschmitt Bf 109 com marcas da Aviação Nacional

Esta é uma lista de ases da aviação da Guerra Civil Espanhola. Em 1936, na então Segunda República Espanhola, ocorreu uma tentativa de golpe de estado por parte do exército; após o desenrolar de uma série de eventos, a Espanha ficou dividida entre os que defendiam a república e os que apoiavam os militares, encabeçados por Francisco Franco. Com uma duração de cerca de três anos, inúmeros países de todo o mundo apoiaram a facção que mais lhes agradava de acordo com perspectivas políticas e sócio-económicas. Países como Portugal, Itália e Alemanha apoiaram os militares de Franco, enquanto a União Soviética apoiava os republicanos. Pessoas de todo o mundo e nacionalidades (como belgas, norte-americanos, franceses, jugoslavos ou búlgaros), sem estarem a representar o seu país, afluíram a Espanha para lutarem pelo lado em que acreditavam.
Um ás da aviação é um piloto ou tripulante aéreo que abate cinco ou mais aeronaves inimigas, uma distinção não-oficial que se popularizou a partir da Primeira Guerra Mundial na Alemanha e na França. O maior ás da aviação de todo o conflito foi o espanhol Joaquín García-Morato; combatente pelo lado franquista, está confirmado historicamente que abateu 40 aeronaves inimigas, apesar de haver mais vitórias que foram reclamadas pelo combatente mas não se confirmaram. O segundo maior ás, Sergei Gritsevets, um aviador soviético, combateu pelos republicanos e abateu 30 aeronaves inimigas.

## Lista de ases
Segue-se a lista de todos os ases da aviação da Guerra Civil Espanhola. A lista está ordenada de forma decrescente de acordo com o número de vitórias aéreas.
| Fação        | Serviço aéreo                      | Nacionalidade       | Nome                                | Vitórias | Referências             |
| Nacionalista | Aviação Nacional                   | Espanha Franquista  | M. Joaquín García-Morato y Castano  | 40       | [ 5 ] [ 7 ] [ 8 ] [ 9 ] |
| Republicana  | Força Aérea da República Espanhola | União Soviética     | Sergei Ivanovich Gritsevets         | 30       | [ 6 ] [ 10 ] [ 11 ]     |
| Nacionalista | Aviação Nacional                   | Espanha Franquista  | Julio Salvador Díaz Benjumea        | 24       | [ 8 ] [ 9 ]             |
| Republicana  | Força Aérea da República Espanhola | República Espanhola | Manuel Zarauza Claver               | 23       | [ 10 ] [ 12 ] [ 9 ]     |
| Republicana  | Força Aérea da República Espanhola | União Soviética     | Ivan Yevgraphovich Fedorov          | 23       | [ 11 ] [ 13 ]           |
| Republicana  | Força Aérea da República Espanhola | Reino da Bulgária   | Sachar Sachayinov Goronov           | 22       | [ 10 ] [ 14 ]           |
| Nacionalista | Aviação Nacional                   | Espanha Franquista  | Manuel Vázquez Sagastizabal         | 21       | [ 10 ] [ 9 ]            |
| Republicana  | Força Aérea da República Espanhola | República Espanhola | Leopoldo Morquillas Rubio           | 21       | [ 12 ] [ 9 ]            |
| Nacionalista | Aviação Nacional                   | Espanha Franquista  | Aristides García López              | 17       | [ 10 ] [ 9 ]            |
| Republicana  | Força Aérea da República Espanhola | União Soviética     | Alexandr Stepanovich Osipenko       | 17       | [ 10 ] [ 11 ]           |
| Nacionalista | Aviação Nacional                   | Espanha Franquista  | Ángel Salas Larrazábal              | 16       | [ 9 ] [ 13 ]            |
| Republicana  | Força Aérea da República Espanhola | União Soviética     | Anatol Konstantinovich Serov        | 16       | [ 10 ] [ 11 ]           |
| Nacionalista | Aviação Legionária                 | Reino da Itália     | Mario Bonzano                       | 15       | [ 10 ] [ 15 ]           |
| Republicana  | Força Aérea da República Espanhola | República Espanhola | Antonio Arias                       | 15       | [ 12 ] [ 13 ]           |
| Republicana  | Força Aérea da República Espanhola | União Soviética     | Pavel Vasilyevich Rychagov          | 15       | [ 11 ] [ 13 ]           |
| Nacionalista | Legião Condor                      | Alemanha Nazi       | Werner Mölders                      | 14       | [ 10 ] [ 16 ]           |
| Nacionalista | Aviação Legionária                 | Reino da Itália     | Bruno di Montegnacco                | 14       | [ 10 ] [ 15 ]           |
| Republicana  | Força Aérea da República Espanhola | União Soviética     | Ivan Trofimovich Yeremenko          | 14       | [ 11 ] [ 13 ]           |
| Nacionalista | Aviação Legionária                 | Reino da Itália     | Guido Presel                        | 13       | [ 10 ] [ 15 ]           |
| Nacionalista | Aviação Nacional                   | Espanha Franquista  | Miguel Guerrero Garcia              | 13       | [ 10 ] [ 9 ]            |
| Republicana  | Força Aérea da República Espanhola | União Soviética     | Vladimir Ivanovich Bobrov           | 13       | [ 10 ] [ 11 ]           |
| Republicana  | Força Aérea da República Espanhola | União Soviética     | Sergei Prokofyevich Denisov         | 13       | [ 10 ] [ 11 ]           |
| Nacionalista | Legião Condor                      | Alemanha Nazi       | Wolfgang Schellmann                 | 12       | [ 10 ] [ 16 ]           |
| Nacionalista | Aviação Nacional                   | Espanha Franquista  | Miguel Garcia Pardo                 | 12       | [ 8 ] [ 10 ] [ 9 ]      |
| Nacionalista | Aviação Nacional                   | Espanha Franquista  | Gonzalo Hevia                       | 12       | [ 17 ] [ 10 ]           |
| Republicana  | Força Aérea da República Espanhola | União Soviética     | Ivan Alexeyevich Lakeyev            | 12       | [ 10 ] [ 11 ]           |
| Republicana  | Força Aérea da República Espanhola | União Soviética     | Stepan Pavlovich Suprun             | 12       | [ 11 ] [ 13 ]           |
| Republicana  | Força Aérea da República Espanhola | República Espanhola | Antonio Cano                        | 12       | [ 10 ] [ 13 ]           |
| Nacionalista | Legião Condor                      | Alemanha Nazi       | Harro Harder                        | 11       | [ 10 ] [ 16 ]           |
| Nacionalista | Aviação Nacional                   | Espanha Franquista  | Joaquín Velasco Fernández Nespral   | 11       | [ 8 ] [ 9 ]             |
| Republicana  | Força Aérea da República Espanhola | República Espanhola | Manuel Aguirre López                | 11       | [ 12 ] [ 10 ] [ 9 ]     |
| Republicana  | Força Aérea da República Espanhola | República Espanhola | Andrés García la Calle              | 11       | [ 12 ] [ 10 ] [ 9 ]     |
| Nacionalista | Legião Condor                      | Alemanha Nazi       | Peter Boddem                        | 10       | [ 10 ] [ 16 ]           |
| Nacionalista | Aviação Legionária                 | Reino da Itália     | Guido Nobili                        | 10       | [ 10 ] [ 15 ]           |
| Nacionalista | Aviação Nacional                   | Espanha Franquista  | Carlos Bayo Alessandri              | 10       | [ 10 ] [ 9 ]            |
| Republicana  | Força Aérea da República Espanhola | República Espanhola | José Maria Bravo Fernández          | 10       | [ 12 ] [ 10 ] [ 9 ]     |
| Republicana  | Força Aérea da República Espanhola | República Espanhola | Miguel Zambudio Martínez            | 10       | [ 12 ] [ 10 ] [ 9 ]     |
| Republicana  | Força Aérea da República Espanhola | República Espanhola | Manuel Rovira Orosko                | 10       | [ 12 ] [ 10 ]           |
| Republicana  | Força Aérea da República Espanhola | República Espanhola | Emilio Ramirez Bravo                | 10       | [ 12 ] [ 10 ] [ 9 ]     |
| Republicana  | Força Aérea da República Espanhola | República Espanhola | Juan Comas Borras                   | 10       | [ 12 ] [ 10 ] [ 9 ]     |
| Republicana  | Força Aérea da República Espanhola | Bélgica             | Rodolphe G. C. Hemricourt de Grunne | 10       | [ 10 ] [ 18 ]           |
| Republicana  | Força Aérea da República Espanhola | França              | Abel Guides                         | 10       | [ 10 ] [ 19 ]           |
| Republicana  | Força Aérea da República Espanhola | União Soviética     | Nikifor Emmanuilovich Glushenkov    | 10       | [ 11 ] [ 13 ]           |
| Nacionalista | Legião Condor                      | Alemanha Nazi       | Walter Oesau                        | 09       | [ 16 ] [ 13 ]           |
| Nacionalista | Legião Condor                      | Alemanha Nazi       | Herbert Ihlefeld                    | 09       | [ 10 ] [ 16 ]           |
| Nacionalista | Legião Condor                      | Alemanha Nazi       | Reinhard Seiler                     | 09       | [ 10 ] [ 16 ]           |
| Nacionalista | Legião Condor                      | Alemanha Nazi       | Otto Bertram                        | 09       | [ 10 ] [ 16 ]           |
| Nacionalista | Legião Condor                      | Alemanha Nazi       | Wilhelm Ensslen                     | 09       | [ 10 ] [ 16 ]           |
| Nacionalista | Aviação Legionária                 | Reino da Itália     | Carlo Romagnoli                     | 09       | [ 10 ] [ 15 ]           |
| Nacionalista | Aviação Legionária                 | Reino da Itália     | Adriano Mantelli                    | 09       | [ 15 ] [ 13 ]           |
| Nacionalista | Aviação Legionária                 | Reino da Itália     | Andrea Zotti                        | 09       | [ 10 ] [ 15 ]           |
| Republicana  | Força Aérea da República Espanhola | República Espanhola | Antonio Arias                       | 09       | [ 10 ] [ 9 ]            |
| Republicana  | Força Aérea da República Espanhola | União Soviética     | Ignatii Semenovich Soldatenko       | 09       | [ 10 ] [ 11 ]           |
| Nacionalista | Legião Condor                      | Alemanha Nazi       | Hans-Karl Mayer                     | 08       | [ 10 ] [ 16 ]           |
| Nacionalista | Legião Condor                      | Alemanha Nazi       | Herwig Knüppel                      | 08       | [ 10 ] [ 16 ]           |
| Republicana  | Força Aérea da República Espanhola | República Espanhola | Sabino Cortizo Bertolo              | 08       | [ 12 ] [ 10 ] [ 9 ]     |
| Republicana  | Força Aérea da República Espanhola | República Espanhola | José Falcón San Martín              | 08       | [ 12 ] [ 10 ] [ 9 ]     |
| Republicana  | Força Aérea da República Espanhola | Estados Unidos      | Frank Glasgow Tinker Jr.            | 08       | [ 10 ] [ 20 ]           |
| Republicana  | Força Aérea da República Espanhola | União Soviética     | P.J. Agafonov (Ahmed Amba)          | 08       | [ 10 ] [ 11 ]           |
| Republicana  | Força Aérea da República Espanhola | União Soviética     | Ivan Alexandrovich Devotchenko      | 08       | [ 10 ] [ 11 ]           |
| Republicana  | Força Aérea da República Espanhola | União Soviética     | Fedor Dmitriyevich Kovenev          | 08       | [ 10 ] [ 11 ]           |
| Republicana  | Força Aérea da República Espanhola | União Soviética     | Lev Levovich Shestakov              | 08       | [ 10 ] [ 11 ]           |
| Republicana  | Força Aérea da República Espanhola | União Soviética     | Alexander Andreyevich Zaitsev       | 08       | [ 11 ] [ 13 ]           |
| Nacionalista | Legião Condor                      | Alemanha Nazi       | Wilhelm Balthasar                   | 07       | [ 10 ] [ 16 ]           |
| Nacionalista | Legião Condor                      | Alemanha Nazi       | Horst Tietzen                       | 07       | [ 10 ] [ 16 ]           |
| Nacionalista | Legião Condor                      | Alemanha Nazi       | Krafft Eberhardt                    | 07       | [ 10 ] [ 16 ]           |
| Nacionalista | Legião Condor                      | Alemanha Nazi       | Hermann Grabmann                    | 07       | [ 13 ]                  |
| Nacionalista | Legião Condor                      | Alemanha Nazi       | Walter Grabmann                     | 07       | [ 10 ] [ 16 ]           |
| Nacionalista | Aviação Legionária                 | Reino da Itália     | Giuseppe Cenni                      | 07       | [ 10 ] [ 15 ]           |
| Nacionalista | Aviação Nacional                   | Espanha Franquista  | Javier Allende Isasi                | 07       | [ 8 ] [ 9 ] [ 10 ]      |
| Nacionalista | Aviação Nacional                   | Espanha Franquista  | Esteban Ibarreche Arriaga           | 07       | [ 8 ] [ 10 ] [ 9 ]      |
| Republicana  | Força Aérea da República Espanhola | República Espanhola | Felipe Del Río Crespo               | 07       | [ 12 ] [ 10 ] [ 9 ]     |
| Republicana  | Força Aérea da República Espanhola | República Espanhola | Francisco Meroño Pellicer           | 07       | [ 12 ] [ 10 ] [ 9 ]     |
| Republicana  | Força Aérea da República Espanhola | República Espanhola | Juan Lario Sanchez                  | 07       | [ 12 ] [ 10 ] [ 9 ]     |
| Republicana  | Força Aérea da República Espanhola | República Espanhola | Andres Fierro Ménu                  | 07       | [ 12 ] [ 10 ]           |
| Republicana  | Força Aérea da República Espanhola | Checoslováquia      | Jan Ferak                           | 07       | [ 10 ] [ 13 ]           |
| Republicana  | Força Aérea da República Espanhola | Jugoslávia          | Bosco Petrovic                      | 07       | [ 10 ] [ 21 ]           |
| Republicana  | Força Aérea da República Espanhola | União Soviética     | Alexei Alexandrovich Denisov        | 07       | [ 10 ] [ 11 ]           |
| Republicana  | Força Aérea da República Espanhola | União Soviética     | Mikhail Andreyevich Fedoseyev       | 07       | [ 10 ] [ 11 ]           |
| Republicana  | Força Aérea da República Espanhola | União Soviética     | Viktor Ivanovich Sklyarov           | 07       | [ 10 ] [ 11 ]           |
| Republicana  | Força Aérea da República Espanhola | União Soviética     | Mikhail Nikolayevich Yakushin       | 07       | [ 10 ] [ 11 ]           |
| Republicana  | Força Aérea da República Espanhola | União Soviética     | Andrei Mikhailovich Stepanov        | 07       | [ 11 ] [ 13 ]           |
| Nacionalista | Legião Condor                      | Alemanha Nazi       | Herbert Schob                       | 06       | [ 10 ] [ 22 ] [ 16 ]    |
| Nacionalista | Legião Condor                      | Alemanha Nazi       | Rolf Pingel                         | 06       | [ 10 ] [ 16 ]           |
| Nacionalista | Legião Condor                      | Alemanha Nazi       | Kurt Rochel                         | 06       | [ 10 ] [ 16 ]           |
| Nacionalista | Aviação Legionária                 | Reino da Itália     | Armando François                    | 06       | [ 10 ] [ 15 ]           |
| Nacionalista | Aviação Legionária                 | Reino da Itália     | Ricardo Emo Seidl                   | 06       | [ 10 ] [ 15 ]           |
| Nacionalista | Aviação Nacional                   | Espanha Franquista  | Emilio O'Connor Valdivielso         | 06       | [ 8 ] [ 10 ] [ 9 ]      |
| Nacionalista | Aviação Nacional                   | Espanha Franquista  | José Larios Fernández               | 06       | [ 8 ] [ 10 ] [ 9 ]      |
| Republicana  | Força Aérea da República Espanhola | República Espanhola | José Pascual Santamaria             | 06       | [ 12 ] [ 10 ] [ 9 ]     |
| Republicana  | Força Aérea da República Espanhola | República Espanhola | Francisco Tarazona Torán            | 06       | [ 12 ] [ 9 ]            |
| Republicana  | Força Aérea da República Espanhola | União Soviética     | Yevgenii Nikolayevich Stepanov      | 06       | [ 11 ] [ 13 ]           |
| Republicana  | Força Aérea da República Espanhola | União Soviética     | Boris Alexandrovich Turshanski      | 06       | [ 10 ] [ 11 ]           |
| Republicana  | Força Aérea da República Espanhola | União Soviética     | Valentin Ivanovich Khomyakov        | 06       | [ 10 ] [ 11 ]           |
| Republicana  | Força Aérea da República Espanhola | União Soviética     | Ivan Ivanovich Kopets               | 06       | [ 10 ] [ 11 ]           |
| Republicana  | Força Aérea da República Espanhola | União Soviética     | Pavel Terenyevich Korobkov          | 06       | [ 10 ] [ 11 ]           |
| Republicana  | Força Aérea da República Espanhola | União Soviética     | Peaton Nikolayevich Smolyakov       | 06       | [ 10 ] [ 11 ]           |
| Republicana  | Força Aérea da República Espanhola | União Soviética     | Yevgenii Nikolayevich Stepanov      | 06       | [ 11 ] [ 13 ]           |
| Republicana  | Força Aérea da República Espanhola | União Soviética     | Nikita Timofeyevich Syusyukalov     | 06       | [ 10 ] [ 11 ]           |
| Republicana  | Força Aérea da República Espanhola | União Soviética     | Georgii Nefodovich Zakharov         | 06       | [ 10 ] [ 11 ]           |
| Nacionalista | Legião Condor                      | Alemanha Nazi       | Günther Lützow                      | 05       | [ 10 ] [ 16 ]           |
| Nacionalista | Legião Condor                      | Alemanha Nazi       | Hannes Trautloft                    | 05       | [ 10 ] [ 16 ]           |
| Nacionalista | Legião Condor                      | Alemanha Nazi       | Joachim Schlichting                 | 05       | [ 10 ] [ 16 ]           |
| Nacionalista | Legião Condor                      | Alemanha Nazi       | Georg Braunshirn                    | 05       | [ 10 ] [ 16 ]           |
| Nacionalista | Legião Condor                      | Alemanha Nazi       | Gotthard Handrick                   | 05       | [ 10 ] [ 16 ]           |
| Nacionalista | Legião Condor                      | Alemanha Nazi       | Wolf-Heinrich von Houwald           | 05       | [ 10 ] [ 16 ]           |
| Nacionalista | Legião Condor                      | Alemanha Nazi       | Wolfgang Lippert                    | 05       | [ 10 ] [ 16 ]           |
| Nacionalista | Legião Condor                      | Alemanha Nazi       | Willy Szuggar                       | 05       | [ 10 ] [ 16 ]           |
| Nacionalista | Aviação Legionária                 | Reino da Itália     | Guiseppe Aurili                     | 05       | [ 10 ] [ 15 ]           |
| Nacionalista | Aviação Legionária                 | Reino da Itália     | Giuseppe Baylon                     | 05       | [ 10 ] [ 15 ]           |
| Nacionalista | Aviação Legionária                 | Reino da Itália     | Gilberto Caselli                    | 05       | [ 10 ] [ 15 ]           |
| Nacionalista | Aviação Legionária                 | Reino da Itália     | GianLino Baschirotto                | 05       | [ 10 ] [ 15 ]           |
| Nacionalista | Aviação Legionária                 | Reino da Itália     | Enrico degli Incerti                | 05       | [ 10 ] [ 15 ]           |
| Nacionalista | Aviação Legionária                 | Reino da Itália     | Alfiero Mezzetti                    | 05       | [ 15 ] [ 13 ]           |
| Nacionalista | Aviação Legionária                 | Reino da Itália     | Luigi Monti                         | 05       | [ 10 ] [ 15 ]           |
| Nacionalista | Aviação Legionária                 | Reino da Itália     | Aldo Remondino                      | 05       | [ 10 ] [ 15 ]           |
| Nacionalista | Aviação Legionária                 | Reino da Itália     | Arrigo Tessari                      | 05       | [ 10 ] [ 15 ]           |
| Nacionalista | Aviação Legionária                 | Reino da Itália     | Nicola Zotti                        | 05       | [ 10 ] [ 15 ]           |
| Nacionalista | Aviação Nacional                   | Espanha Franquista  | Javier Murcia Rubio                 | 05       | [ 8 ] [ 10 ] [ 9 ]      |
| Nacionalista | Aviação Nacional                   | Espanha Franquista  | Jorge Muntadas Claramunt            | 05       | [ 8 ] [ 10 ] [ 9 ]      |
| Nacionalista | Aviação Nacional                   | Espanha Franquista  | Rafael Simón García                 | 05       | [ 8 ] [ 10 ] [ 9 ]      |
| Nacionalista | Aviação Nacional                   | Espanha Franquista  | Abundio Cesteros García             | 05       | [ 8 ] [ 10 ] [ 9 ]      |
| Nacionalista | Aviação Nacional                   | Espanha Franquista  | Antonio Manrique Garrido            | 05       | [ 8 ] [ 10 ] [ 9 ]      |
| Nacionalista | Aviação Nacional                   | Espanha Franquista  | Luis Alcocer Moreno Abella          | 05       | [ 8 ] [ 10 ] [ 9 ]      |
| Republicana  | Força Aérea da República Espanhola | República Espanhola | Julio Pereiro Peréz                 | 05       | [ 12 ] [ 10 ] [ 9 ]     |
| Republicana  | Força Aérea da República Espanhola | República Espanhola | Rafael Magrina Vidal                | 05       | [ 12 ] [ 10 ] [ 9 ]     |
| Republicana  | Força Aérea da República Espanhola | França              | William Laboussiere                 | 05       | [ 10 ] [ 19 ]           |
| Republicana  | Força Aérea da República Espanhola | França              | Rayneau                             | 05       | [ 10 ] [ 19 ]           |
| Republicana  | Força Aérea da República Espanhola | Estados Unidos      | Harold E. Dahl                      | 05       | [ 10 ] [ 20 ]           |
| Republicana  | Força Aérea da República Espanhola | União Soviética     | Sergei Nikolayevich Polyakov        | 05       | [ 10 ] [ 11 ]           |
| Republicana  | Força Aérea da República Espanhola | União Soviética     | Nikolai Ivanovich Shmelkov          | 05       | [ 11 ] [ 13 ]           |
| Republicana  | Força Aérea da República Espanhola | União Soviética     | Sergei Fedorovich Tarkov            | 05       | [ 11 ] [ 13 ]           |
| Republicana  | Força Aérea da República Espanhola | União Soviética     | Alexandr Ivanovich Kirillov         | 05       | [ 11 ] [ 13 ]           |
| Republicana  | Força Aérea da República Espanhola | União Soviética     | Sergei Alexandrovich Chernych       | 05       | [ 11 ] [ 13 ]           |